# Pleurospermum uralense
Pleurospermum uralense là một loài thực vật có hoa trong họ Hoa tán. Loài này được Hoffm. miêu tả khoa học đầu tiên năm 1814.

## Hình ảnh

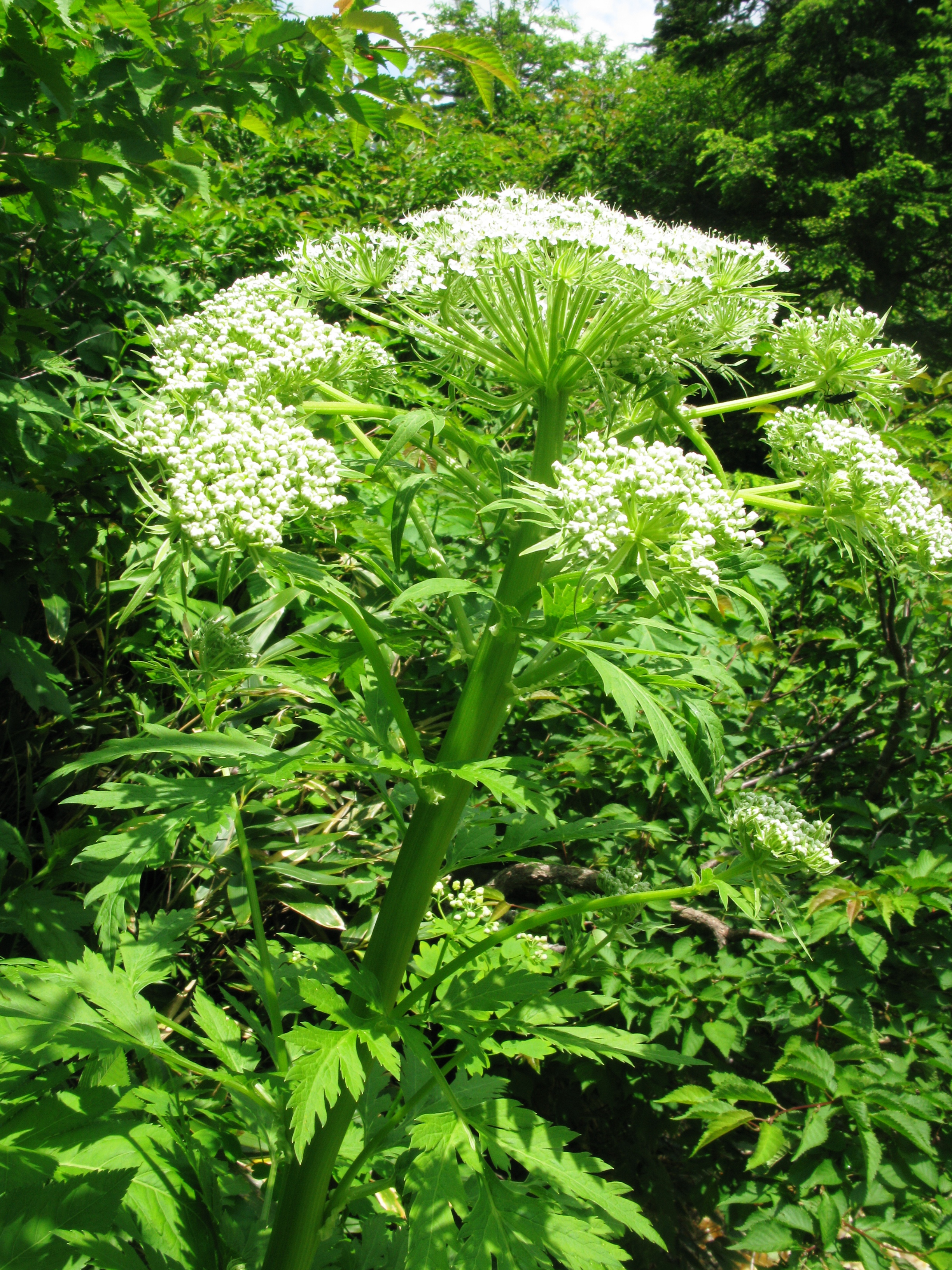
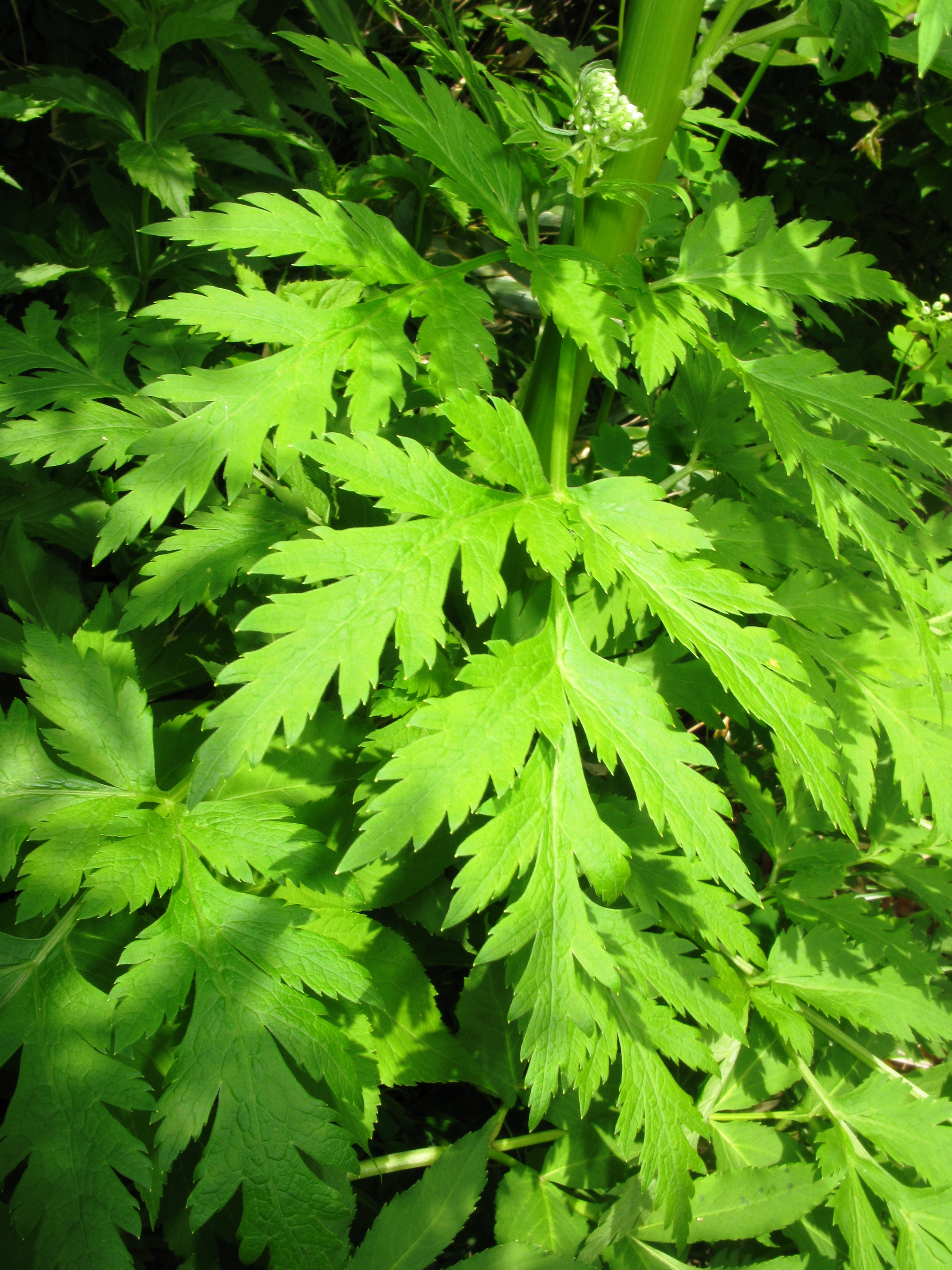